# Kinema Record

Kinema Record (キネマ・レコード, Kinema rekōdo) est un magazine japonais de cinéma publié dans les années 1910.

## Historique
Kinema Record joue un rôle important dans le mouvement du cinéma pur. En 1914, alors qu'aucune revue sérieuse de cinéma n'existe encore au Japon, Norimasa Kaeriyama, Yoshiyuki Shigeno et d'autres étudiants intéressés par les films forment l'« Association cinématographique du Japon » et commencent à publier le magazine amateur Film Record en octobre.
Ils en changent le nom pour celui de Kinema Record en décembre. Le mensuel contient une série d'articles, de critiques de films et de conseils sur la fabrication et la vente des films, mais il en vient principalement à représenter les appels à la réforme d'un cinéma japonais considéré comme trop théâtral et non cinématographique. Le magazine cesse d'être publié en 1917, mais son esprit réformiste continue d'être représenté par d'autres revues comme le Katsudō no sekai et le Kinema Junpō.
Une réédition complète des numéros disponibles est publiée en 1999 par Kokusho Kankōkai.

## Source de la traduction
- (en) Cet article est partiellement ou en totalité issu de l’article de Wikipédia en anglais intitulé « Kinema Record » (voir la liste des auteurs).